# Тикилешти (Констанца)
Тикилешти (рум. Tichilești) насеље је у Румунији у округу Констанца у општини Хорија. Oпштина се налази на надморској висини од 24 m.

## Становништво
Према подацима из 2002. године у насељу је живело 393 становника, од којих су сви румунске националности.